# 1956年のスポーツ

## できごと
- 1月26日〜2月5日 - 第7回コルティナダンペッツォオリンピック開催
  - 1月30日 - アルペンスキーの猪谷千春が冬季オリンピック日本初のメダル獲得
- 3月25日 - 読売ジャイアンツの樋笠一夫、日本初の代打満塁逆転サヨナラ本塁打
- 5月3日 - 第1回世界柔道選手権で夏井昇吉優勝
- 5月9日 - 日本登山隊の今西寿雄とシェルパのガルツェン、ヒマラヤ・マナスルに世界初登頂
- 5月31日 - 読売ジャイアンツの川上哲治、史上初の2000本安打達成
- 6月10日〜17日 - 第16回メルボルンオリンピックの馬術競技、ストックホルムで実施
- 10月8日 - ニューヨーク・ヤンキースのラーセン、ワールド・シリーズで初の完全試合
- 11月8日 - 南極観測隊、観測船宗谷で出発
- 11月19日 - 日本相撲協会、九州場所を本場所昇格と決定
- 11月22日〜12月8日 - 第16回メルボルンオリンピック開催
- 12月23日 - 競馬の第1回中山グランプリ（後の有馬記念）、中山競馬場で開催
- 12月28日 - 国立霞ヶ丘競技場陸上競技場起工式

## 総合競技大会
- 第7回コルティナダンペッツォオリンピック（1月26日〜2月5日） - 日本の獲得メダル：金0、銀1、銅0

| 第7回コルティナダンペッツォオリンピック        | 第7回コルティナダンペッツォオリンピック | 第7回コルティナダンペッツォオリンピック | 第7回コルティナダンペッツォオリンピック | 第7回コルティナダンペッツォオリンピック | 第7回コルティナダンペッツォオリンピック |
| 順位                                           | 国・地域名                              | 金                                      | 銀                                      | 銅                                      | 計                                      |
| ---------------------------------------------- | --------------------------------------- | --------------------------------------- | --------------------------------------- | --------------------------------------- | --------------------------------------- |
| 1                                              | ソビエト連邦                            | 7                                       | 3                                       | 6                                       | 16                                      |
| 2                                              | オーストリア                            | 4                                       | 3                                       | 4                                       | 11                                      |
| 3                                              | フィンランド                            | 3                                       | 3                                       | 1                                       | 7                                       |
| 4                                              | スイス                                  | 3                                       | 2                                       | 1                                       | 6                                       |
| 5                                              | スウェーデン                            | 2                                       | 4                                       | 4                                       | 10                                      |
| 6                                              | アメリカ                                | 2                                       | 3                                       | 2                                       | 7                                       |
| 7                                              | ノルウェー                              | 2                                       | 1                                       | 1                                       | 4                                       |
| 8                                              | イタリア                                | 1                                       | 2                                       | 0                                       | 3                                       |
| 9                                              | ドイツ                                  | 1                                       | 0                                       | 1                                       | 2                                       |
| 10                                             | カナダ                                  | 0                                       | 1                                       | 2                                       | 3                                       |
| 詳細はコルティナダンペッツォオリンピックを参照 |                                         |                                         |                                         |                                         |                                         |

- 第16回メルボルンオリンピック（ストックホルム・6月10日～17日、メルボルン・11月22日～12月8日）

| 第16回メルボルンオリンピック       | 第16回メルボルンオリンピック | 第16回メルボルンオリンピック | 第16回メルボルンオリンピック | 第16回メルボルンオリンピック | 第16回メルボルンオリンピック |
| 順位                               | 国・地域名                   | 金                           | 銀                           | 銅                           | 計                           |
| ---------------------------------- | ---------------------------- | ---------------------------- | ---------------------------- | ---------------------------- | ---------------------------- |
| 1                                  | ソビエト連邦                 | 37                           | 29                           | 32                           | 98                           |
| 2                                  | アメリカ                     | 32                           | 25                           | 17                           | 74                           |
| 3                                  | オーストラリア               | 13                           | 8                            | 14                           | 35                           |
| 4                                  | ハンガリー                   | 9                            | 10                           | 7                            | 26                           |
| 5                                  | イタリア                     | 8                            | 8                            | 9                            | 25                           |
| 6                                  | スウェーデン                 | 8                            | 5                            | 6                            | 19                           |
| 7                                  | ドイツ                       | 6                            | 13                           | 7                            | 26                           |
| 8                                  | イギリス                     | 6                            | 7                            | 11                           | 24                           |
| 9                                  | ルーマニア                   | 5                            | 3                            | 5                            | 13                           |
| 10                                 | 日本                         | 4                            | 10                           | 5                            | 19                           |
| 詳細はメルボルンオリンピックを参照 |                              |                              |                              |                              |                              |

- 第11回兵庫国体（冬季スケート - 青森県・1月26日～29日、冬季スキー - 青森県・2月23日～27日、夏季 - 兵庫県・9月22日～26日、秋季 - 兵庫県・10月28日～11月1日）
天皇杯順位：優勝 東京都、第2位 愛知県、第3位 広島県
皇后杯順位：優勝 東京都、第2位 大阪府、第3位 北海道

## アイスホッケー
- スタンレーカップ決勝（1955-1956シーズン）
モントリオール・カナディアンズ （4勝1敗） デトロイト・レッドウィングス

## アメリカンフットボール
- NFLチャンピオンシップゲーム
ニューヨーク・ジャイアンツ（東） 47-7 シカゴ・ベアーズ（西）

## 大相撲
- 初場所（蔵前国技館・1月8日～22日）
幕内最高優勝 : 鏡里喜代治（14勝1敗,3回目）
十両優勝 : 岩風角太郎（11勝4敗）
- 春場所（大阪府立体育館・3月11日～25日）
幕内最高優勝 : 朝汐太郎（12勝3敗,初）
十両優勝 : 高錦照雄（12勝3敗）
- 夏場所（蔵前国技館・5月20日～6月3日）
幕内最高優勝 : 若ノ花勝治（12勝3敗,初）
十両優勝 : 太刀風義経（11勝4敗）
- 秋場所（蔵前国技館・9月16日～30日）
幕内最高優勝 : 鏡里喜代治(14勝1敗,4回目）
十両優勝 : 大田山一朗（12勝3敗）

## ゴルフ

### 世界4大大会（男子）
- マスターズ優勝者：ジャック・バーク（アメリカ）
- 全米オープン優勝者：ケリー・ミドルコフ（アメリカ）
- 全英オープン優勝者：ピーター・トムソン（オーストラリア）
- 全米プロゴルフ優勝者：ジャック・バーク（アメリカ）

バークがマスターズと全米プロゴルフ選手権の年間2冠獲得。全英オープンではトムソンが大会3連覇を達成。

## サッカー
- 第36回天皇杯全日本サッカー選手権大会（5月3日～8日）
決勝：慶應BRB 4-2 八幡製鉄

## 自転車競技

### ロードレース
- 第39回ジロ・デ・イタリア
総合優勝：シャルリー・ゴール（ルクセンブルク）
- 第43回ツール・ド・フランス
総合優勝：ロジェ・ワルコビャック（フランス）

## テニス

### グランドスラム
- 全豪選手権　男子単優勝：ルー・ホード（オーストラリア）、女子単優勝：メアリー・カーター（オーストラリア）
- 全仏選手権　男子単優勝：ルー・ホード（オーストラリア）、女子単優勝：アリシア・ギブソン（アメリカ）
- ウィンブルドン　男子単優勝：ルー・ホード（オーストラリア）、女子単優勝：シャーリー・フライ（アメリカ）
- 全米選手権　男子単優勝：ケン・ローズウォール（オーストラリア）、女子単優勝：シャーリー・フライ（アメリカ）

ホードが年間3連勝を達成したが、全米選手権決勝で同じオーストラリアのローズウォールに敗れて年間グランドスラムを逃す。全仏選手権では、ギブソンが黒人テニス選手として最初の4大大会優勝者に輝いた。

## バスケットボール
- NBAファイナル（1955-1956シーズン）
フィラデルフィア・ウォリアーズ （4勝1敗） フォートウェイン・ピストンズ

## 誕生
- 1月15日 - ジョアン・カルロス（ブラジル、サッカー）
- 1月16日 - モハメド・ラシュワン（エジプト、柔道）
- 1月29日 - 石崎隆之（北海道、競馬）
- 1月30日 - 土屋圭市（長野県、レーシングドライバー）
- 1月31日 - 根本康広（東京都、競馬）
- 2月8日 - 佐々木七恵（岩手県、マラソン、+2009年）
- 2月16日 - 中尾孝義（兵庫県、野球）
- 2月24日 - エディ・マレー（アメリカ、野球）
- 3月3日 - ズビグニェフ・ボニエク（ポーランド、サッカー）
- 3月4日 - 加藤和宏（北海道、競馬）
- 3月11日 - ウィリー・バンクス（アメリカ、陸上競技）
- 3月12日 - デール・マーフィー（アメリカ、野球）
- 3月18日 - インゲマル・ステンマルク（スウェーデン、アルペンスキー）
- 3月21日 - 板井圭介（大分県、相撲）
- 3月21日 - イングリッド・クリスチャンセン（ノルウェー、マラソン）
- 3月23日 - 剛竜馬（東京都、プロレス、+2009年）
- 4月18日 - 巨砲丈士（三重県、相撲）
- 4月19日 - スー・バーカー（イギリス、テニス）
- 4月20日 - 倉石平（新潟県、バスケットボール）
- 4月24日 - 加藤久（宮城県、サッカー）
- 4月26日 - マイク・スコット（アメリカ、野球）
- 5月1日 - 楚輪博（広島県、サッカー）
- 5月4日 - ウルリケ・マイフェルト（ドイツ、陸上競技）
- 5月18日 - 尾崎直道（徳島県、ゴルフ）
- 5月20日 - 工藤一彦（青森県、野球）
- 5月21日 - ショーン・ケリー（アイルランド、自転車競技）
- 5月25日 - 後藤達俊（愛知県、プロレス）
- 5月31日 - 角富士夫（福岡県、野球）
- 6月2日 - 山田修司（北海道、バレーボール）
- 6月6日 - ビョルン・ボルグ（スウェーデン、テニス）
- 6月7日 - アントニオ・アルサメンディ（ウルグアイ、サッカー）
- 6月11日 - ジョー・モンタナ（アメリカ、アメリカンフットボール）
- 6月15日 - ランス・パリッシュ（アメリカ、野球）
- 6月21日 - リック・サトクリフ（アメリカ、野球）
- 6月26日 - 角盈男（鳥取県、野球）
- 6月27日 - 西本聖（愛媛県、野球）
- 7月5日 - リチャード・ランス（アメリカ、野球）
- 7月13日 - マイケル・スピンクス（アメリカ、ボクシング）
- 7月15日 - 瀬古利彦（三重県、マラソン）
- 7月19日 - 佐田の海鴻嗣（大阪府、相撲）
- 7月19日 - 谷津嘉章（群馬県、プロレス）
- 7月20日 - ミマ・ヤウソベッツ（ユーゴスラビア、テニス）
- 7月24日 - 松沼雅之（東京都、野球）
- 8月1日 - 具玉姫（韓国、ゴルフ）
- 8月5日 - 山内孝徳（熊本県、野球）
- 8月22日 - ポール・モリター（アメリカ、野球）
- 8月25日 - 岡田武史（香川県、サッカー）
- 8月25日 - パウロ・アウトゥオリ（ブラジル、サッカー）
- 9月3日 - 秋元正博（北海道、スキージャンプ）
- 9月22日 - 石毛宏典（千葉県、野球）
- 9月23日 - パオロ・ロッシ（イタリア、サッカー）
- 9月29日 - セバスチャン・コー（イギリス、陸上競技）
- 10月5日 - 郭源治（台湾→日本、野球）
- 10月14日 - ベス・ダニエル（アメリカ、ゴルフ）
- 10月18日 - マルチナ・ナブラチロワ（チェコ→アメリカ、テニス）
- 10月27日 - パティ・シーハン（アメリカ、ゴルフ）
- 11月3日 - ボブ・ウェルチ（アメリカ、野球）
- 11月12日 - 具志堅幸司（大阪府、体操）
- 11月12日 - 平忠彦（福島県、オートバイレーサー）
- 11月15日 - ズラトコ・クラニチャール（クロアチア、サッカー）
- 11月23日 - シェーン・グールド（オーストラリア、水泳）
- 11月29日 - 定岡正二（鹿児島県、野球）
- 12月4日 - バーナード・キング（アメリカ、バスケットボール）
- 12月7日 - ラリー・バード（アメリカ、バスケットボール）
- 12月20日 - 平田淳嗣（神奈川県、プロレス）
- 12月23日 - ミケーレ・アルボレート（イタリア、レーシングドライバー、+2001年）
- 12月27日 - 青柳政司（愛知県、プロレス）
- 12月31日 - アーメド・サラ（ジブチ、マラソン）

## 死去
- 1月19日 - ニコライ・パニン（ロシア、フィギュアスケート、*1874年）
- 2月2日 - 小野三千麿（神奈川県、野球、*1897年）
- 2月8日 - コニー・マック（アメリカ、野球、*1862年）
- 3月20日 - ファニー・デュラック（オーストラリア、水泳、*1889年）
- 5月20日 - ゾルターン・ハルマイ（ハンガリー、水泳、*1881年）
- 5月26日 - アル・シモンズ（アメリカ、野球、*1902年）
- 6月6日 - ハイラム・ビンガム（アメリカ、探検家、*1875年）
- 6月28日 - 渡辺勇次郎（栃木県、ボクシング、*1887年）
- 7月16日 - ブライアン・ノートン（南アフリカ、テニス、*1899年）
- 9月27日 - ベーブ・ディドリクソン（アメリカ、陸上競技・ゴルフ、*1911年）
- 10月16日 - ジュール・リメ（フランス、サッカー、*1873年）
- 11月16日 - 鳳谷五郎（千葉県、相撲、*1887年）
- 12月11日 - 宮武三郎（香川県、野球、*1907年）
- 12月28日 - オスカー・オルセン（ノルウェー、スピードスケート、*1897年）